# Lobovalgus monstruosus
Lobovalgus monstruosus är en skalbaggsart som beskrevs av Franz Antoine 2002. Lobovalgus monstruosus ingår i släktet Lobovalgus och familjen Cetoniidae. Inga underarter finns listade i Catalogue of Life.